# Ajnala
Ajnala è una suddivisione dell'India, classificata come nagar panchayat, di 18.602 abitanti, situata nel distretto di Amritsar, nello stato federato del Punjab. In base al numero di abitanti la città rientra nella classe IV (da 10.000 a 19.999 persone).

## Geografia fisica
La città è situata a 31° 50' 33 N e 74° 45' 32 E e ha un'altitudine di 212 m s.l.m..

## Società

### Evoluzione demografica
Al censimento del 2001 la popolazione di Ajnala assommava a 18.602 persone, delle quali 10.158 maschi e 8.444 femmine. I bambini di età inferiore o uguale ai sei anni assommavano a 2.259, dei quali 1.260 maschi e 999 femmine. Infine, coloro che erano in grado di saper almeno leggere e scrivere erano 12.708, dei quali 7.359 maschi e 5.349 femmine.

#### Shaheedan da Khu

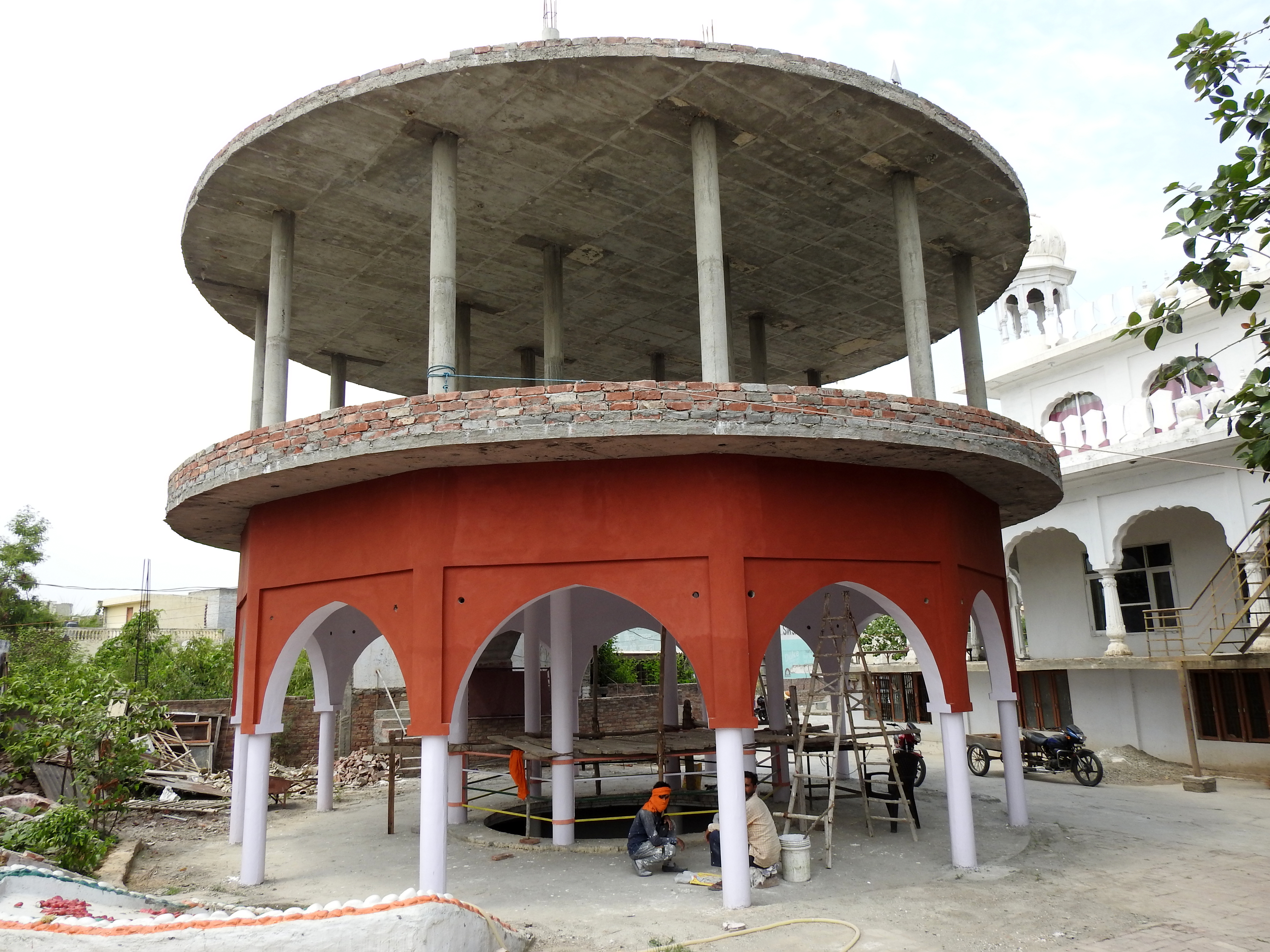
Memorial of Kalianwala Khu ( Black well) or Shaheedan da Khu under construction
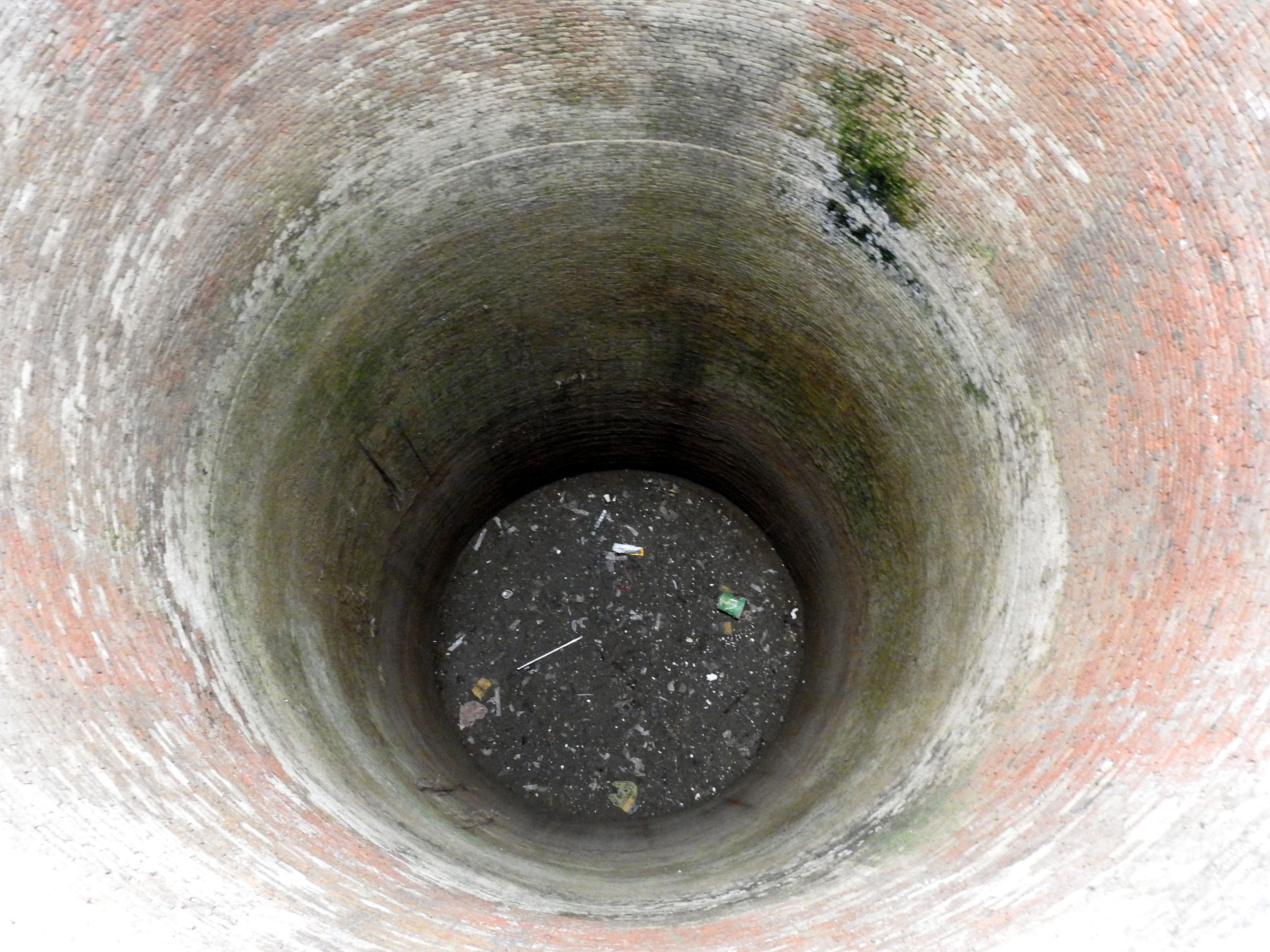
Kalianwala Khu ( Black well) or Shaheedan da Khu ,Ajnala

#### Old Tehsil, Ajnala

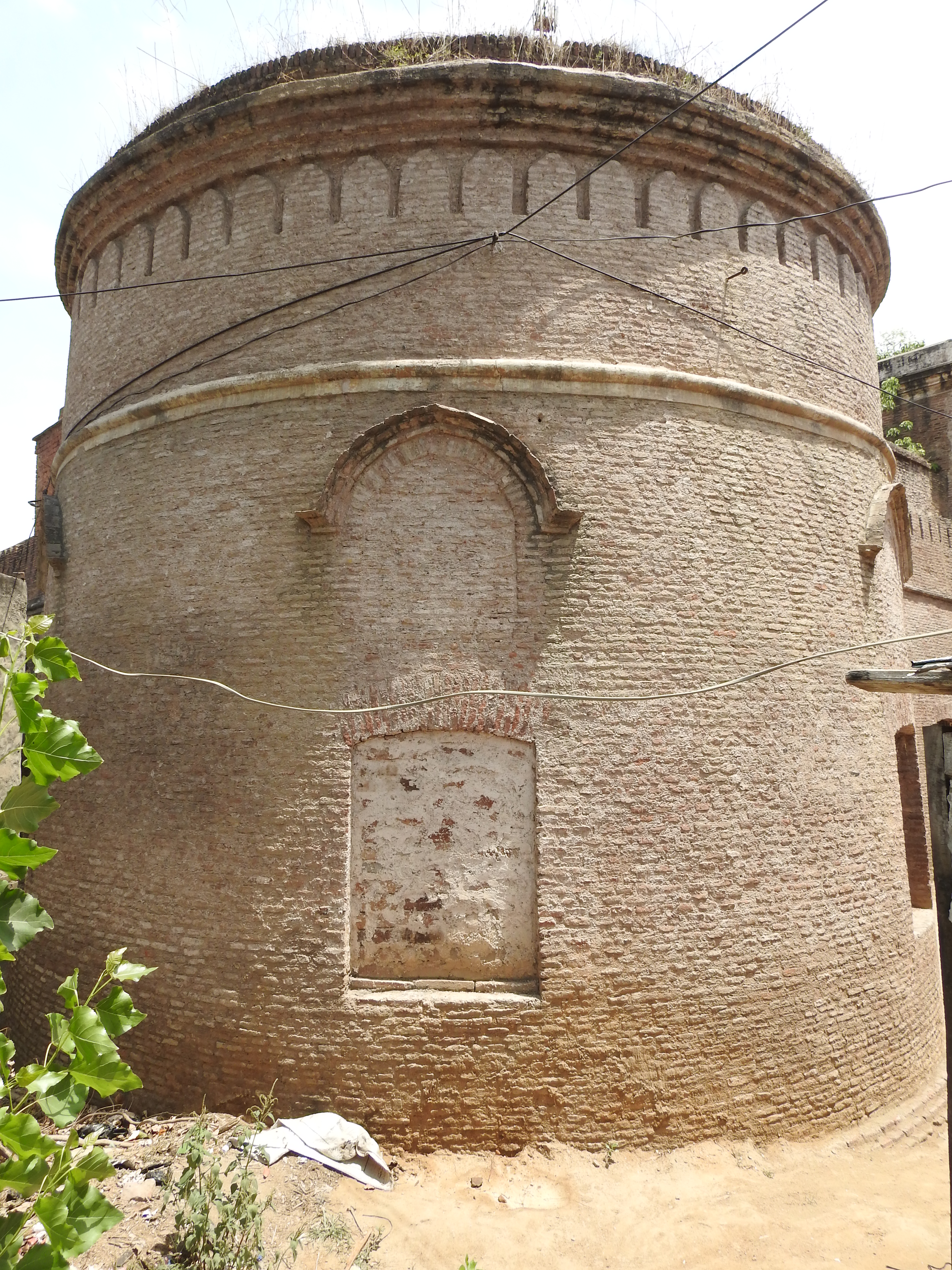
Piller from entrance
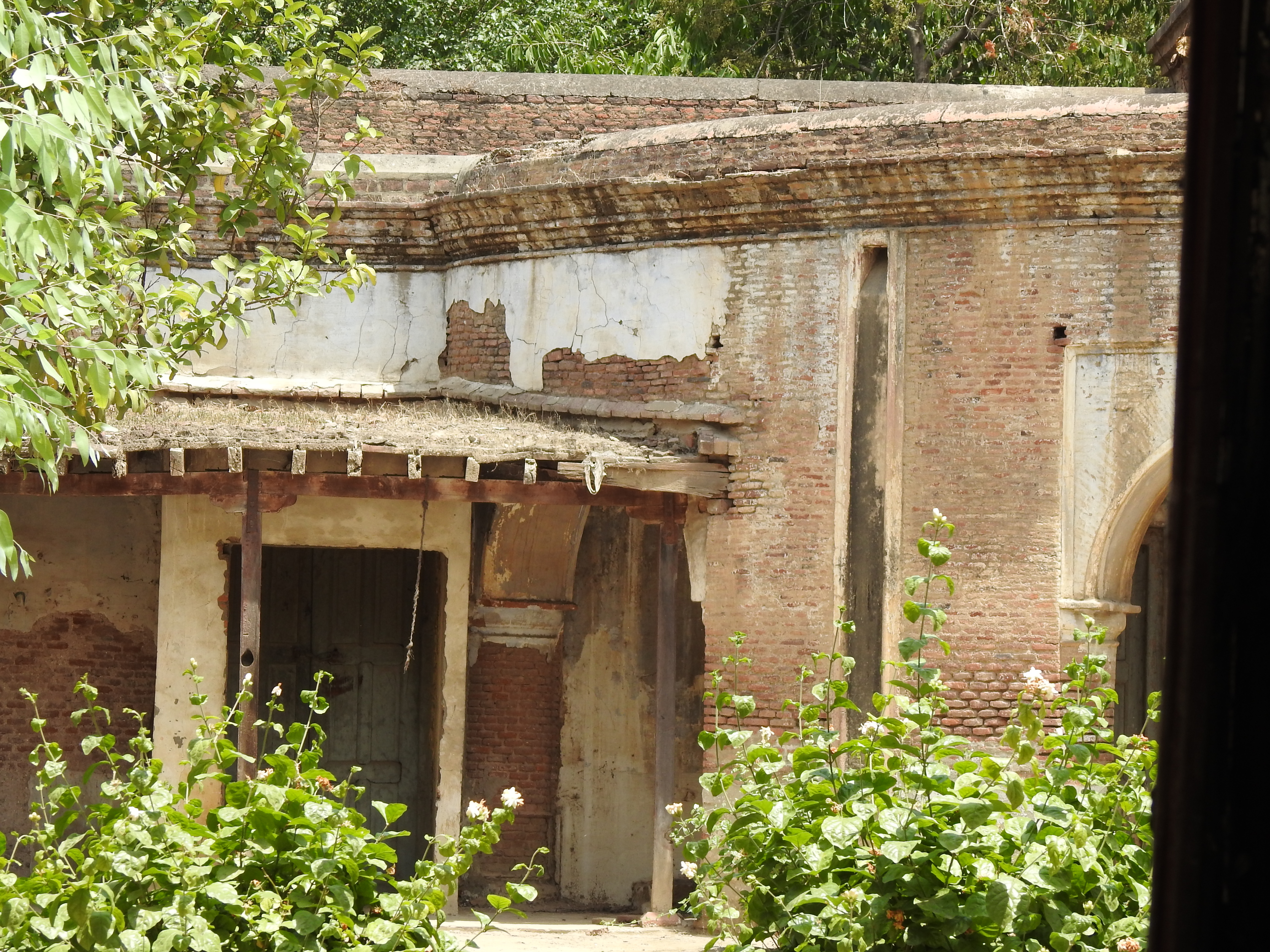
inner view
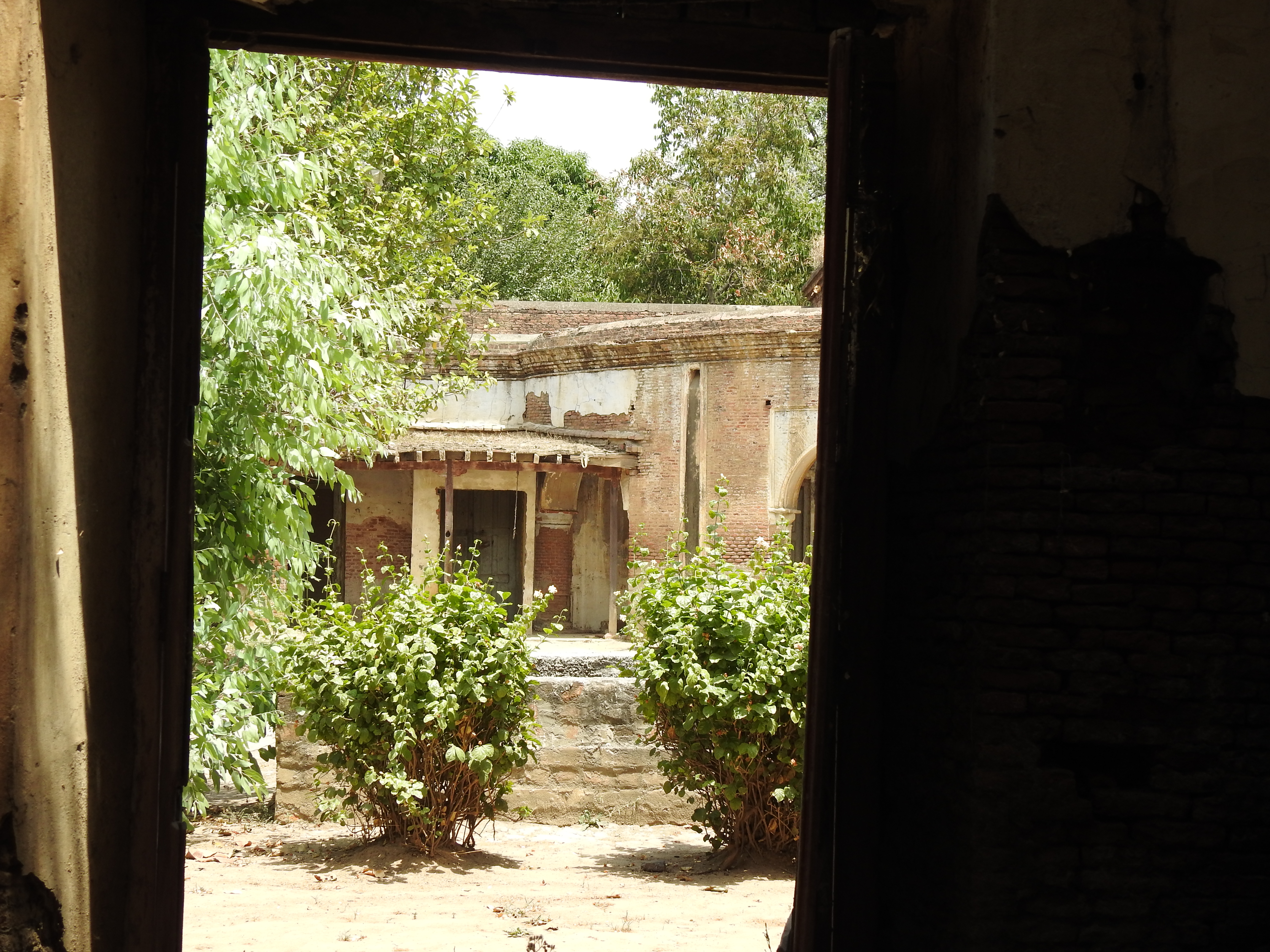
inner view
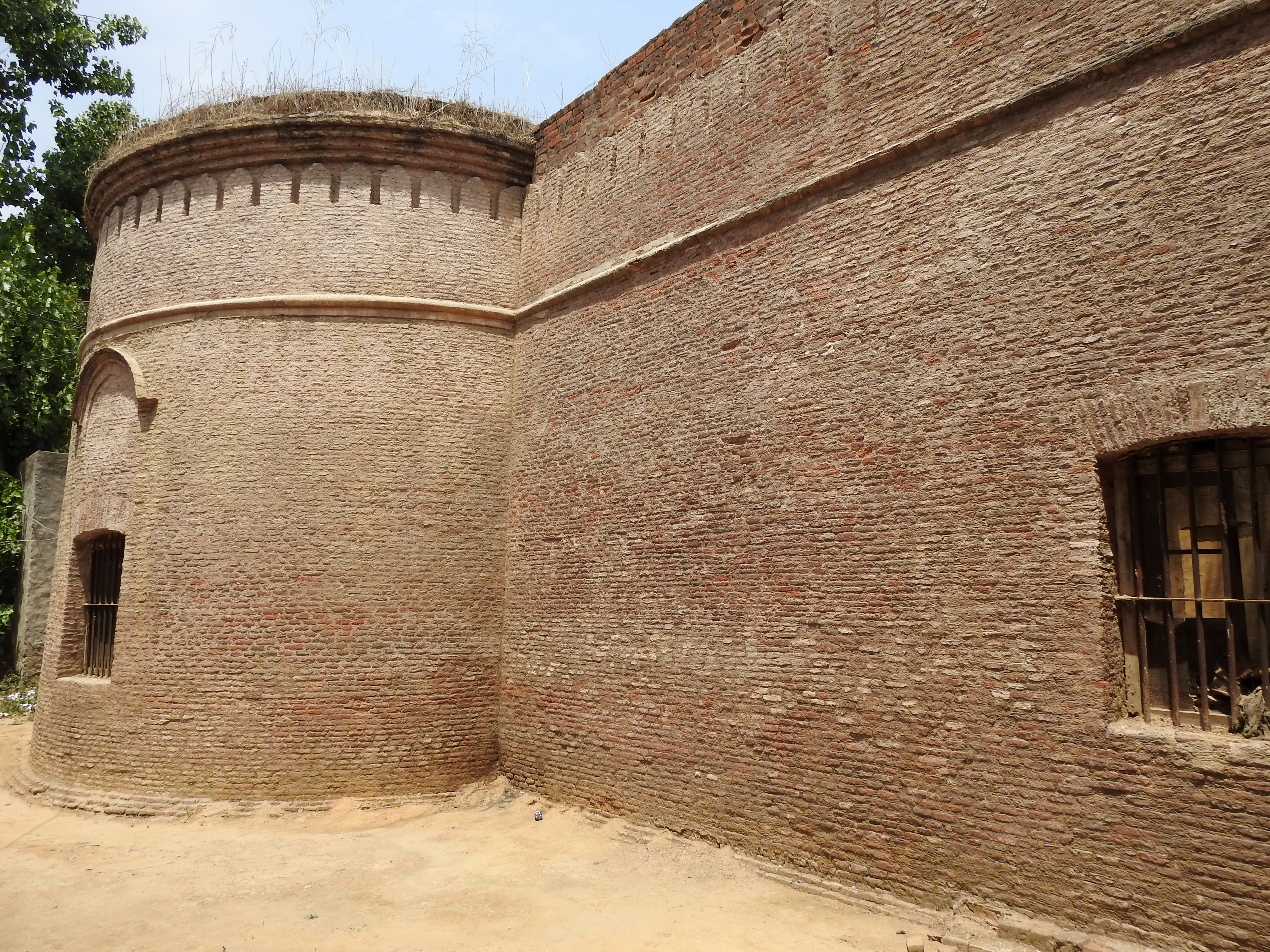
Piller and main boundry wall from entrance
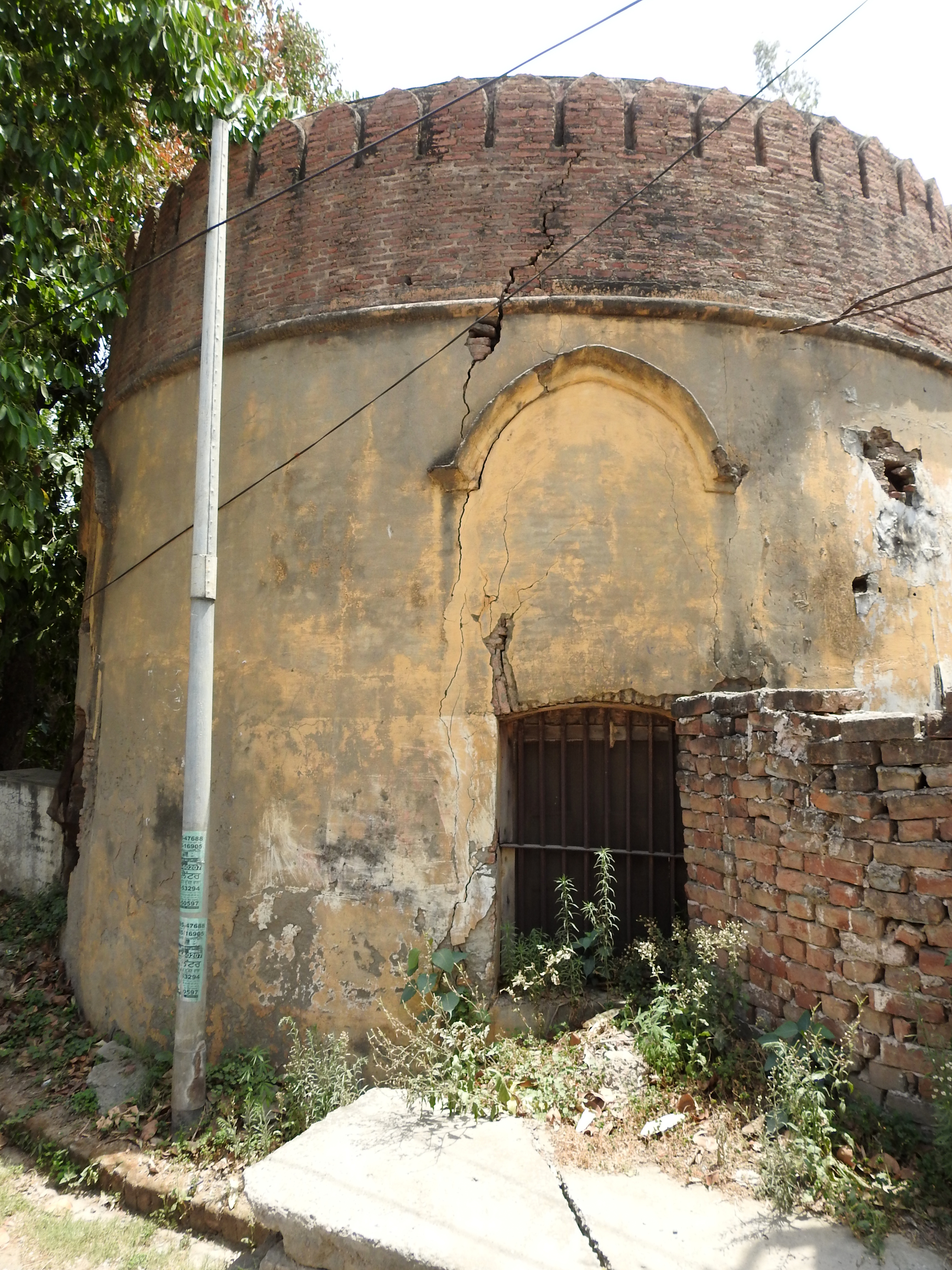
outer left piller from main enterance
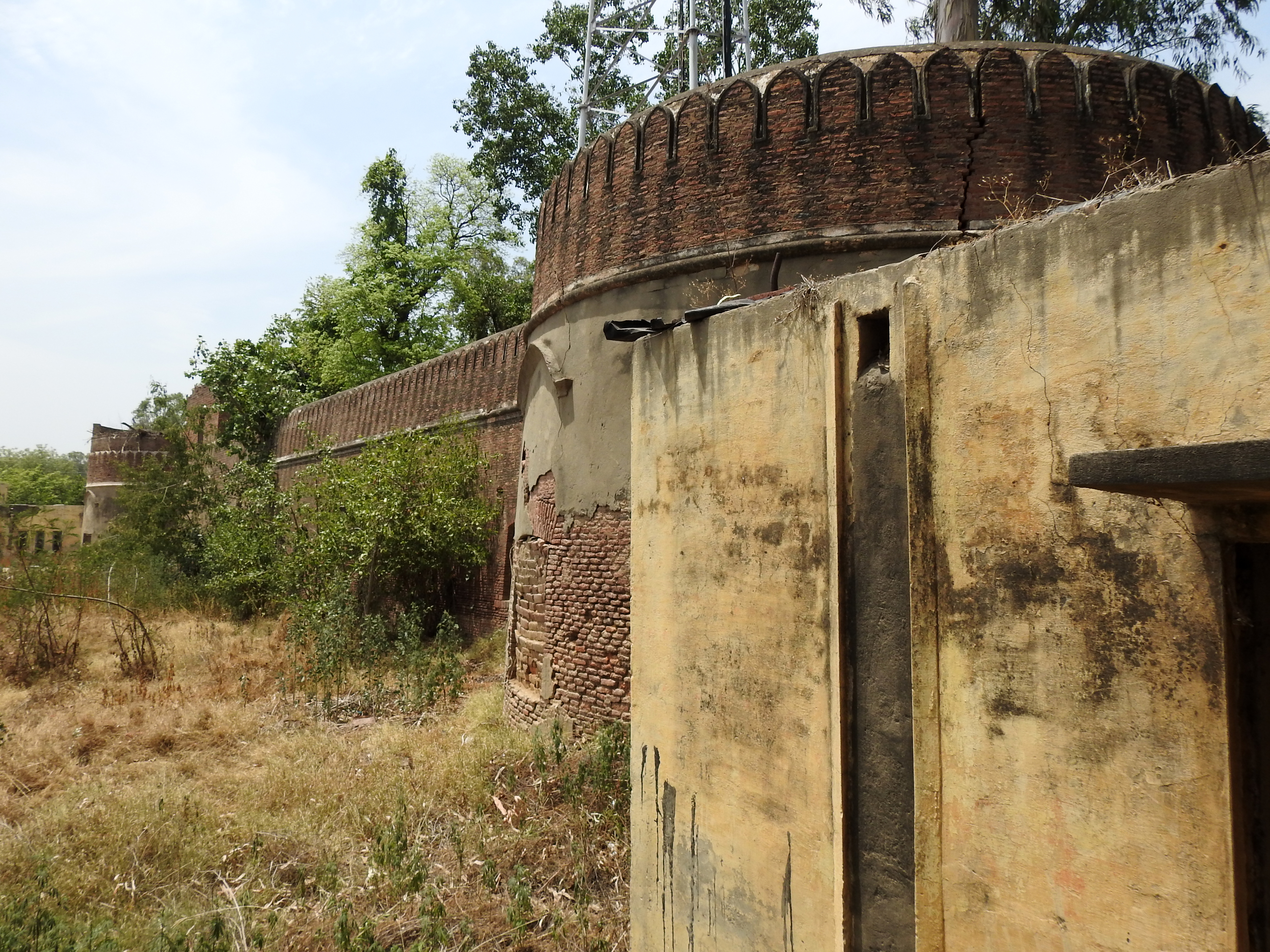
outer piller and boundry wall